# 박정현 (의사)
박정현(1978년~)은 대한민국의 안과의사이자 前대학교수로, 현재 더원서울안과의원 원장으로 재직중이다.

## 생애
박정현 원장은 1978년 서울 출생으로, 4녀 중 막내로 태어났으며 서울과학고등학교를 거쳐 서울대학교 의과대학을 졸업하였다. 안과 전공의를 하면서 현미경으로 보면 우주처럼 느껴지는 망막에 흥미를 느껴 망막 전공을 하게 되었고, 망막 전임의를 하면서 인공망막과 줄기세포를 연구했다. 당시에는 실현 가능성이 희박해 보였으나 현재 실제로 임상에 사용되기 시작한 것을 보면 헛되이 보내지는 않았구나 생각하게 되었다고 한다.
박정현 원장은 2009년부터 인제대학교 서울백병원 안과 조교수로 교수생활을 시작하였고, 2022년 6월부터는 안과 분야의 스승 의료진과 함께 진료하며 더 많은 망막 환자들을 치료하기 위하여 더원서울안과의원에 합류했다.

## 경력
- 2022-현재 더원서울안과의원 원장[1][2][3][4]
- 2009-2022 인제대학교 의과대학 서울백병원 교수[5][6]
- 2012-2016 서울대학교병원 외래진료의사
- 2008-2009 서울대학교병원 망막 임상강사
- 2004-2008 서울대학교병원 안과 전공의
- 2003-2004 서울대학교병원 수련의

## 연수
- 2019-2020 스탠포드 대학교(Stanford University), Byers Eye Institute 연구교수

## 저서
- 망막교과서 망막 Retina, 제5판
- Inherited Retinal Disease영상에 의한 망막질환의 진단
- 포도막염 교과서
- 최신 망막박리
- 망막전문의가 들려주는 망막색소변성이야기
- Asian Retina : clinical cases

## 논문 및 학술활동
- Retina, PLOS One 등 SCI 및 국내외 학술지 논문 50편 이상
- AJO, KJO, Journal of Retina 등 심사위원